# Vance (Carolina del Sud)
Vance és una població dels Estats Units a l'estat de Carolina del Sud. Segons el cens del 2000 tenia 208 habitants.

## Demografia
Segons el cens del 2000, Vance tenia 208 habitants, 67 habitatges i 50 famílies. La densitat de població era de 160,6 habitants/km².
Dels 67 habitatges en un 35,8% hi vivien nens de menys de 18 anys, en un 41,8% hi vivien parelles casades, en un 31,3% dones solteres, i en un 23,9% no eren unitats familiars. En el 22,4% dels habitatges hi vivien persones soles l'11,9% de les quals corresponia a persones de 65 anys o més que vivien soles. El nombre mitjà de persones vivint en cada habitatge era de 3,1 i el nombre mitjà de persones que vivien en cada família era de 3,65.
Per edats la població es repartia de la següent manera: un 34,1% tenia menys de 18 anys, un 7,7% entre 18 i 24, un 26,9% entre 25 i 44, un 18,3% de 45 a 60 i un 13% 65 anys o més.
L'edat mediana era de 33 anys. Per cada 100 dones de 18 o més anys hi havia 53,9 homes.
La renda mediana per habitatge era de 16.250 $ i la renda mediana per família de 26.250 $. Els homes tenien una renda mediana de 26.094 $ mentre que les dones 11.719 $. La renda per capita de la població era de 8.787 $. Entorn del 29,8% de les famílies i el 38,5% de la població estaven per davall del llindar de pobresa.

## Poblacions més properes
El següent diagrama mostra les poblacions més properes.